# Melambia pumila
Melambia pumila is een keversoort uit de familie schorsknaagkevers (Trogossitidae). De wetenschappelijke naam van de soort werd in 1885 gepubliceerd door Albert Léveillé.